# Murat Gerger
Murat Gerger (* 8. September 1971 in Istanbul) ist ein ehemaliger türkischer Fußballspieler.

## Sportlicher Werdegang
Gerger spielte nach dem Aufstieg ab 1991 für 1930 Bafraspor in der zweiten Liga. Während der Offensivspieler mit dem Klub im Pokalwettbewerb 1991/92 in der vierten Runde ausschied, hatte er bis dahin fünf Tore erzielt und krönte sich damit zusammen mit Vedat Vatansever vom Finalisten Bursaspor zum Torschützenkönig des Wettbewerbs. Nach der Spielzeit wechselte er zum Ligakonkurrenten Bandırmaspor, mit dem er am Ende der Spielzeit 1992/93 mit 12 Siegen aus 36 Spielen aus der Liga abstieg. Gerger schloss sich dem ambitionierten Zweitligisten Erzurumspor an, mit dem er am Ende der Spielzeit 1993/94 an Dardanelspor im Halbfinale der Aufstiegs-Play-Offs scheiterte. Er wurde jedoch anschließend zum Drittligisten Bilecikspor transferiert. Später spielte er noch für Yenimahalle Belediyesi SK, wo er 2001 seine Karriere im unterklassigen Bereich beendete.